# Подтрусники
Подтру́сники — плотно облегающие тело компрессионные трусы, надеваемые, по желанию игрока, под шорты для предотвращения растяжений и преждевременной усталости икроножных мышц (в российском спорте шорты традиционно именуются трусами).
В футболе, согласно п. 4 правил, цвет подтрусников не должен отличаться от цвета трусов.
Подтрусники изготавливаются из высококачественного спандекса с добавлением большого процента лайкры. Как правило, длина подтрусников не превышает длины форменных шорт; реже эта длина на дюйм не достигает колена игрока.
В отличие от велотрусов, подтрусники зачастую лишены памперса, а ткань их существенно тоньше.
Подтрусники применяются в футболе и в других подвижных видах спорта, а также в пешем туризме.